# La Plant
La Plant is een plaats (census-designated place) in de Amerikaanse staat South Dakota, en valt bestuurlijk gezien onder Dewey County.

## Demografie
Bij de volkstelling in 2000 werd het aantal inwoners vastgesteld op 150.

## Geografie
Volgens het United States Census Bureau beslaat de plaats een oppervlakte van
23,4 km², waarvan 23,3 km² land en 0,1 km² water. La Plant ligt op ongeveer 601 m boven zeeniveau.

## Plaatsen in de nabije omgeving
De onderstaande figuur toont nabijgelegen plaatsen in een straal van 48 km rond La Plant.